# دونا مايهيو
دونا مايهيو (بالإنجليزية: Donna Mayhew)‏ هي منافسة ألعاب القوى أمريكية، ولدت في 20 يونيو 1960.

## وصلات خارجية
- دونا مايهيو على موقع الاتحاد الدولي لألعاب القوى (الإنجليزية)
- دونا مايهيو على موقع أوليمبيديا (الإنجليزية)